# Фінал кубка Німеччини з футболу 1963
Фінал Кубка Німеччини з футболу 1963 — фінальний матч розіграшу кубка Німеччини сезону 1963 відбувся 14 серпня 1963 року. У поєдинку зустрілися «Гамбург» з однойменного міста та дортмундська «Боруссія». Перемогу з рахунком 3:0 здобув «Гамбург».
| Володар Кубка Німеччини 1963 |
| ---------------------------- |
|                              |
| «Гамбург» Перший титул       |

## Учасники
| Клуб       | Участей | Роки (жирним виділено перемоги) |
| ---------- | ------- | ------------------------------- |
| «Боруссія» | дебют   | дебют                           |
| «Гамбург»  | 1       | 1956                            |

## Шлях до фіналу
| Раунд                                                   | Противник                        | Рахунок |
| ------------------------------------------------------- | -------------------------------- | ------- |
| 1/8                                                     | «Шпортфройнде» (Саарбрюккен) (Д) | 4–2     |
| 1/4                                                     | «Мюнхен 1860» (Д)                | 3–1     |
| 1/2                                                     | «Вердер» (Д)                     | 2–0     |
| (Д) = Вдома; (Г) = У гостях; (Н) = На нейтральному полі |                                  |         |

| Раунд                                                   | Противник           | Рахунок |
| ------------------------------------------------------- | ------------------- | ------- |
| 1/8                                                     | «Баварія» (Гоф) (Г) | 5–2     |
| 1/4                                                     | «Саарбрюкен» (Д)    | 1–0     |
| 1/2                                                     | «Вупперталер» (Г)   | 1–0     |
| (Д) = Вдома; (Г) = У гостях; (Н) = На нейтральному полі |                     |         |

## Матч

### Деталі
| 14 серпня 1963 17:30 (CET) |

| Боруссія (Дортмунд) | 0:3      | Гамбург               |
| ------------------- | -------- | --------------------- |
|                     | Протокол | Зеелер 31', 33', 84', |

| Нідерсахсенштадіон, Ганновер Глядачів: 70 000 Арбітр: Рудольф Крайтлайн |

|  |  |

| В                 |  | Бернгард Вессель          |
| З                 |  | Лотар Гайслер             |
| З                 |  | Вільгельм Бургсмюллер (к) |
| ПЗ                |  | Гельмут Брахт             |
| ПЗ                |  | Вільгельм Штурм           |
| ПЗ                |  | Дітер Куррат              |
| Н                 |  | Герхард Кіліакс           |
| Н                 |  | Бургхард Рилевич          |
| Н                 |  | Франц Брунгс              |
| Н                 |  | Альфред Шмідт             |
| Н                 |  | Райнгольд Восаб           |
| Головний тренер:  |  |                           |
| Германн Еппенгофф |  |                           |

| В                |  | Горст Шнорр         |
| З                |  | Юрген Курб'юн       |
| З                |  | Герхард Круг        |
| ПЗ               |  | Дітер Зеелер (к)    |
| ПЗ               |  | Губерт Штапелфельдт |
| ПЗ               |  | Віллі Гіземан       |
| Н                |  | Герт Дерфель        |
| Н                |  | Арношт Кройц        |
| Н                |  | Уве Зеелер          |
| Н                |  | Петер Вульф         |
| Н                |  | Фрітц Боєнс         |
| Головний тренер: |  |                     |
| Мартін Вільке    |  |                     |